# Christian Have
Christian Have (født 6. juni 1954 i København) er tidligere trommeslager, og nu indehaver af HAVE A/S, som han selv grundlagde i 1983 og frem til 2010 var direktør for.

## Karriere
Christian Have var professionel trommeslager i Danmark, Spanien og USA frem til 1983. Med sangen "Boom Boom" vandt han som medlem af Mabel, som desuden talte sangeren Mike Tramp, Dansk Melodi Grand Prix 1978. Gruppen ændrede navn til Studs omkring 1980 før den gik i opløsning i 1983. Herefter fulgte fem år, som blandt andet inkluderede faste ophold i Madrid og New York.[kilde mangler]
Han grundlagde sit kommunikationsfirma HAVE A/S i 1983. Den første kunde i butikken var Bodil Udsen[kilde mangler] og siden blev virksomheden fast tilknyttet til Gladsaxe Teater, Nørrebro Teater og Østre Gasværk.[kilde mangler]
Et af Haves primære fokusområder er diskussionen om, hvem der skal betale for fremtidens kultur.[kilde mangler] Han har introduceret begrebet Corporate Cultural Responsibility i Danmark, og partnerskaber mellem kultur- og erhvervslivet er omdrejningspunktet for flere af Haves bøger, herunder Den nye guldalder – kunsten som vækstmotor (2015) og Det kreative Danmark (2019).
Have besidder desuden en række bestyrelsesposter, bl.a. for Copenhagen Jazz Festival, Teaterbilletter.dk/SCENIT, Frederiksberg Museerne, Gerlev Idrætshøjskole, Dansk Talentakademi og Dramafronten.[kilde mangler] Desuden sad Have i Det Kgl. Teaters bestyrelse fra 2011-2015.[kilde mangler]
Fra 2007-2012 var Christian Have adjungeret professor ved Institut for Kommunikation på Aalborg Universitet,[kilde mangler] og fra 2010-2012 adjungeret professor i Cultural Governance og medievidenskab på Copenhagen Business School.[kilde mangler] Christian Have afgav begge titler frivilligt efter det kom frem, at han havde anvendt titlen ”cand.phil.” på sit CV, selv om studierne på Københavns Universitet i sin tid ikke blev færdiggjort.
Have har grundlagt to tænketanke, Supertankeren (strategisk kulturpolitik) og Spring Digital (sociale mediers innovation og udvikling), som han også er formand for.

## Hæder
Christian Have har været nomineret til og vundet en række priser – både personligt og for sit arbejde med HAVE A/S.[kilde mangler]
- 2019
  - Global SABRE Awards (vundet), for arbejdet med Det Kgl. Teaters Balletfestival[kilde mangler]
  - SABRE Awards, Institutional Image (vundet), for arbejdet med Det Kgl. Teaters Balletfestival[kilde mangler]
- 2018
  - European Excellence Award, Entertainment & Culture (vundet), for arbejdet med Det Kgl. Teaters Balletfestival[kilde mangler]
  - Stevie Awards (2x guld, 1x sølv, vundet) for arbejdet med Det Kgl. Teaters Balletfestival[kilde mangler]
- 2016
  - Stevie Awards (bronze, vundet) for arbejdet med Trap Danmark[kilde mangler]
- 2013
  - Stevie Awards (bronze, vundet) for arbejdet med Børnehjertefonden[kilde mangler]
  - Stevie Awards (bronze, vundet) for arbejdet med Anders And & Co.[kilde mangler]
- 2012
  - Sabre Awards, Corporate Social Responsibility (nomineret) for arbejdet med CSR Award[kilde mangler]
- 2011
  - Stevie Awards (nomineret) for arbejdet med integrationsprojektet Taking The Lead[kilde mangler]
- 2008
  - Stevie Awards, Best Live Event of the Year (vundet) for arbejdet med Årets Reumert[kilde mangler]
- 2007
  - European Excellence Award (nomineret) for arbejdet med Hamlet og Lys over Skagen[kilde mangler]
  - Stevie Awards, Best Communications Executive (vundet, Christian Have personligt)[kilde mangler]
- 2006
- Sabre Awards (vundet) for arbejdet med H.C. Andersens 200-års jubilæum[kilde mangler]
- 2005
  - Sabre Awards (vundet) for arbejdet for H.C. Andersens Fond[kilde mangler]
- 2003
- Teater 1-prisen (vundet, Christian Have personligt) for sit engagement og nytækning af teatret i Danmark[kilde mangler]
- 2001
  - Golden World Award (nomineret) for arbejdet med Årets Reumert[kilde mangler]
- 1997
  - Golden World Award (nomineret) for arbejdet med Årets Reumert[kilde mangler]